# 南沙織ベスト Recall 〜28 SINGLES SAORI + 1〜
『南沙織ベスト Recall 〜28 SINGLES SAORI + 1〜』（みなみさおりベスト リコール 28 シングルズ・さおり・プラスワン）は、南沙織単独名義の全シングルA面曲を収録したシングル・コレクション。1992年2月21日発売。発売元はソニーレコード。規格品番はSRCL-2315/6。

## 解説
CD帯のコピー：あのシンシアが蘇る。'71年のデビューからの全シングル28曲に'92年話題の新曲をプラスした待望のベスト・アルバム。
シングルレコード「17才」（SONA-86183）で歌手デビューを果たしてから20周年を迎えた1991年の大晦日、第42回NHK紅白歌合戦に特別出演。翌1992年、家庭生活に重点をおきつつ音楽シーンに復帰を果たしたタイミングで発売された、南沙織のシングルレコードA面曲集である。他の歌手とのカップリングで発売されたシングル盤も存在するが、本アルバムでは単独名義のシングル盤のみを対象としている。初CD化音源や新曲を含めた、全29曲を収録。CD-DA2枚組。CDのほか、のちにミニディスク（MD）（SRYL-7011/2）でも発売された。
タイトルにある「+1」は新曲を指している。その新曲「ファンレター -SO GOOD SO NICE-」は、南に沢山の楽曲を提供してきた筒美京平作曲によるものである。作詞は阿久悠。復帰第1弾となった8センチCDシングル「青空」のカップリングには、「ファンレター -SO GOOD SO NICE-」のリミックス・バージョンが収録されている（両A面扱い）。以降、ベスト・アルバムなどに収録される場合はそちらのリミックス・バージョンに統一されており、オリジナル・ミックスが収録されているのは、本アルバムのみである。
本アルバムのディスクジャケット及びパッケージ裏の写真は、歌手デビュー時の黒髪ロングストレートヘア、小麦色肌の写真でなく、スタジオ・アルバム『素顔のままで』（1976年4月21日発売）の頃に撮影されたものを使用している。ただし、篠山紀信撮影のフォトを集めた別冊オールカラーフォト・ブックレットはこの限りでない。当ブックレットは初回出荷盤のみに封入されている。CD帯には初回盤等の表記はなく「フォト・ブックレット封入」とのみ記載してあり、セカンドプレス以降はフォト・ブックレット封入の表記は削除され封入されなくなった。
既に廃盤となっている。多くの楽曲は他の高音質ベスト・アルバムなどで聴くことが出来るようになったが、本作以降に一般の販売店で購入可能な非限定生産CDには8枚目のシングル「カリフォルニアの青い空」と、A面が差し替わった18枚目のシングル「ふりむいた朝」が収録されておらず、全シングルA面曲を聴くことが困難な状態が続いていた。しかし、2010年9月8日に南沙織・シンシア名義すべてのシングルA面曲（両A面含む）を収録した決定版『GOLDEN☆BEST 南沙織 コンプリート・シングルコレクション』（MHCL-1788/9）が発売されたことで解消されている。また、本アルバムのみ収録の音源は「ファンレター ‐SO GOOD SO NICE‐」のオリジナル・ミックスのみとなった。

## 収録曲

### Disc 1
1. 17才（2:46）
  - 作詞: 有馬三恵子、作曲・編曲: 筒美京平
2. 潮風のメロディ（3:30）
  - 作詞: 有馬三恵子、作曲・編曲: 筒美京平
3. ともだち（3:07）
  - 作詞: 有馬三恵子、作曲・編曲: 筒美京平
4. 純潔（3:02）
  - 作詞: 有馬三恵子、作曲・編曲: 筒美京平
5. 哀愁のページ（2:48）
  - 作詞: 有馬三恵子、作曲・編曲: 筒美京平
6. 早春の港（2:51）
  - 作詞: 有馬三恵子、作曲・編曲: 筒美京平
7. 傷つく世代（2:36）
  - 作詞: 有馬三恵子、作曲・編曲: 筒美京平
8. カリフォルニアの青い空（3:07）
  - 作詞: ALBERT HAMMOND、作曲: MIKE HAZLEWOOD、編曲: 穂口雄右
9. 色づく街（2:50）
  - 作詞: 有馬三恵子、作曲・編曲: 筒美京平
10. ひとかけらの純情（3:05）
  - 作詞: 有馬三恵子、作曲・編曲: 筒美京平
11. バラのかげり（3:14）
  - 作詞: 有馬三恵子、作曲・編曲: 筒美京平
12. 夏の感情（2:41）
  - 作詞: 有馬三恵子、作曲・編曲: 筒美京平
13. 夜霧の街（3:14）
  - 作詞: 有馬三恵子、作曲・編曲: 筒美京平
14. 女性（3:00）
  - 作詞: 有馬三恵子、作曲: 筒美京平、編曲: 高田弘[2]

### Disc 2
1. 想い出通り（2:35）
  - 作詞: 有馬三恵子、作曲・編曲: 筒美京平
2. 人恋しくて（4:22）
  - 作詞: 中里綴、作曲: 田山雅充、編曲: 水谷公生
3. ひとねむり（3:24）
  - 作詞: 落合恵子、作曲: 筒美京平、編曲: 林哲司
4. ふりむいた朝（3:08）
  - 作詞: 中里綴、作曲: 田山雅充、編曲: 萩田光雄
5. 青春に恥じないように（3:29）
  - 作詞: 荒井由実、作曲: 川口真、編曲: 萩田光雄
6. 哀しい妖精（3:40）
  - 作詞: 松本隆、作曲: Janis Ian、編曲: 萩田光雄
7. 愛はめぐり逢いから（3:25） 
  - 作詞: 岡田冨美子、作曲・編曲: 林哲司
8. ゆれる午後（3:30）
  - 作詞: 有馬三恵子、作曲: 筒美京平、編曲: 萩田光雄
9. 街角のラブソング（3:22）
  - 作詞・作曲: つのだひろ、編曲: 萩田光雄
10. 木枯しの精（3:09）
  - 作詞・作曲: 丸山圭子、編曲: 萩田光雄
11. 春の予感‐I've been mellow‐（3:09）
  - 作詞・作曲・編曲: 尾崎亜美
12. 愛なき世代（4:29）
  - 作詞: 松本隆、作曲: 木戸一成、編曲: 川村栄二
13. Ms.（ミズ）（3:53）
  - 作詞: 有馬三恵子、作曲・編曲: 筒美京平
14. グッバイガール（3:30）
  - 訳詞: 中里綴、作詞・作曲: デビット・ゲイツ、編曲: 川村栄二
15. ファンレター ‐SO GOOD SO NICE‐（5:27）
  - 作詞: 阿久悠、作曲: 筒美京平、編曲: 萩田光雄

## 関連作品
新曲、既発表曲の新音源を含むアルバム、ボックス･セット
- 20才まえ - シングルA面曲の「New Vocal ver.」を収録
- 南沙織ヒット全曲集（1974年） - シングルA面曲の「SQ 4ch ver.」を収録
- Cynthia Best 〜 Eternity - ｢ふたり」を収録
- CYNTHIA ANTHOLOGY - 「あなたの腕で泣けるまで」を収録
- CYNTHIA ALIVE - 「苦いレモン」を収録